# I. e. 222
Évszázadok: i. e. 4. század – i. e. 3. század – i. e. 2. század
Évtizedek: i. e. 270-es évek – i. e. 260-as évek – i. e. 250-es évek – i. e. 240-es évek – i. e. 230-as évek – i. e. 220-as évek – i. e. 210-es évek – i. e. 200-as évek – i. e. 190-es évek – i. e. 180-as évek – i. e. 170-es évek
Évek: i. e. 227 – i. e. 226 – i. e. 225 – i. e. 224 –  i. e. 223 – i. e. 222 – i. e. 221 – i. e. 220 – i. e. 219 – i. e. 218 – i. e. 217

## Események

### Hellenisztikus birodalmak
- A kleomenészi háborúban a makedón-akháj-illír szövetség a szellasziai csatában döntő vereséget már a spártaiakra. III. Kleomenész spártai király Egyiptomba menekül. III. Antigonosz makedón király elfoglalja Spártát; a város történetében először fordul elő ellenséges megszállás.
- III. Antigonosz újjászervezi a majdnem egész Görögországot magába foglaló Hellén Szövetséget, amelynek ő lesz a vezetője.
- Az Akhaiosz vezette szeleukida haderő visszafoglalja I. Attalosz pergamoni királytól mindazon kis-ázsiai területeket, amelyeket hat évvel korábban elvesztettek.
- III. Antiokhosz szeleukida király feleségül veszi II. Mithridatész pontoszi király lányát, Laodikét. A király egy másik, szintén Laodiké nevű lánya Akhaioszhoz (Antiokhosz unokatestvéréhez) megy feleségül.
- Meghal III. Ptolemaiosz egyiptomi fáraó. Utódja fia, IV. Ptolemaiosz.

### Róma
- Marcus Claudius Marcellust és Cnaeus Cornelius Scipio Calvust választják consulnak.
- Marcellus a gall insuberek ellen vezet hadjáratot és a clastidiumi csata után elfoglalja fővárosukat, Mediolanumot (a mai Milánó). A csatában Marcellus párviadalban győzi le a gallok királyát, Viridomarust és ezzel a római történelemben harmadikként (és utolsóként) érdemli ki a spolia opimát (a hadvezér által párviadalban legyőzött ellenséges vezér fegyverzetét).

### Kína
- Csin állam meghódítja Jen államot és legyőzi Csao állam utolsó véderejét is.

## Halálozások
- Ktészibiosz, görög matematikus és feltaláló
- Eukleidasz, spártai király
- III. Ptolemaiosz Euergetész, egyiptomi fáraó